# Przydonica

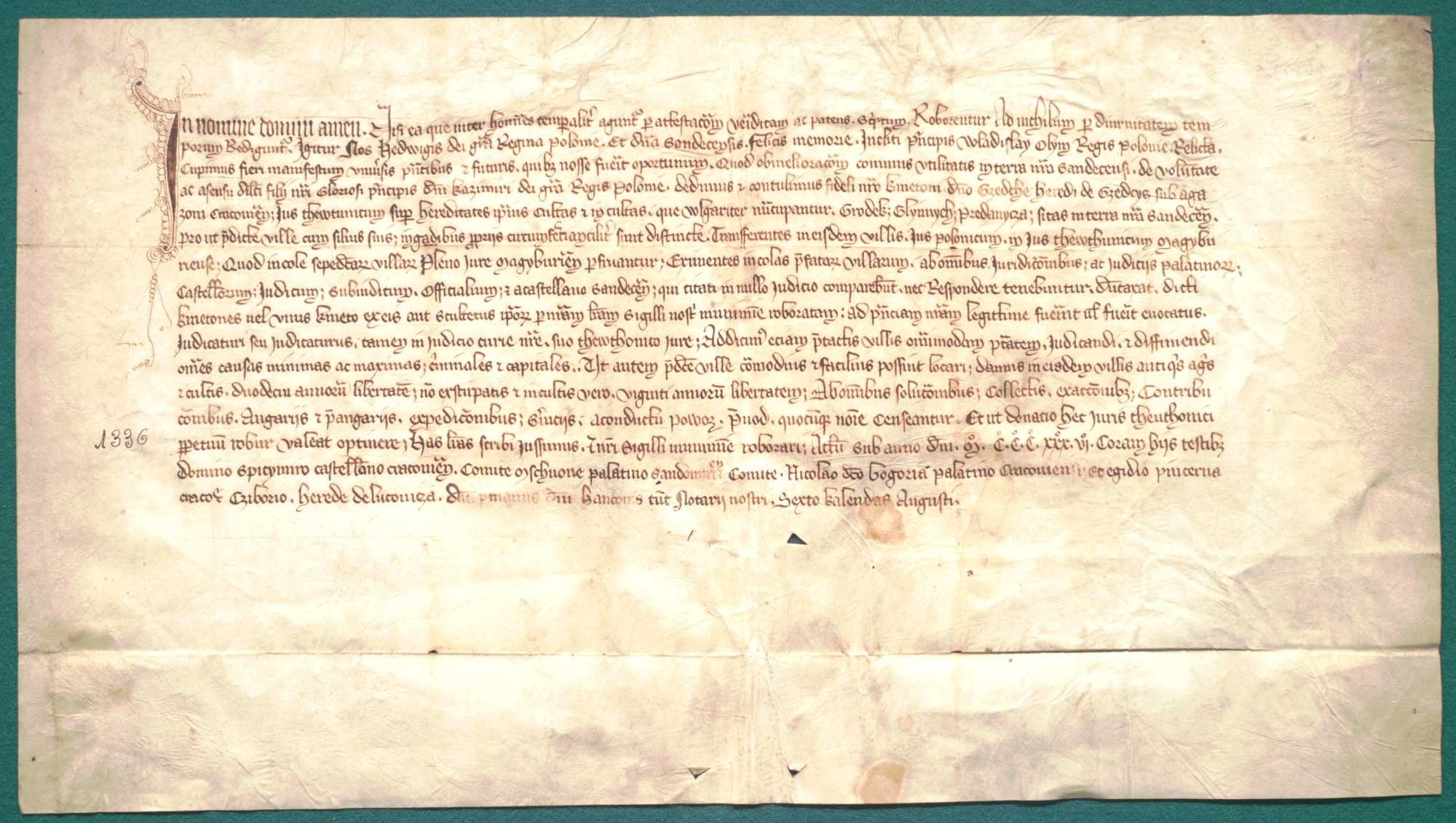
Jadwiga Bolesławówna przenosi 3 wsie podkoniuszego krakowskiego, Gedki, w ziemi sądeckiej: Gródek, Glinik i Przydonica z prawa polskiego na niemieckie, 27 lipca 1336

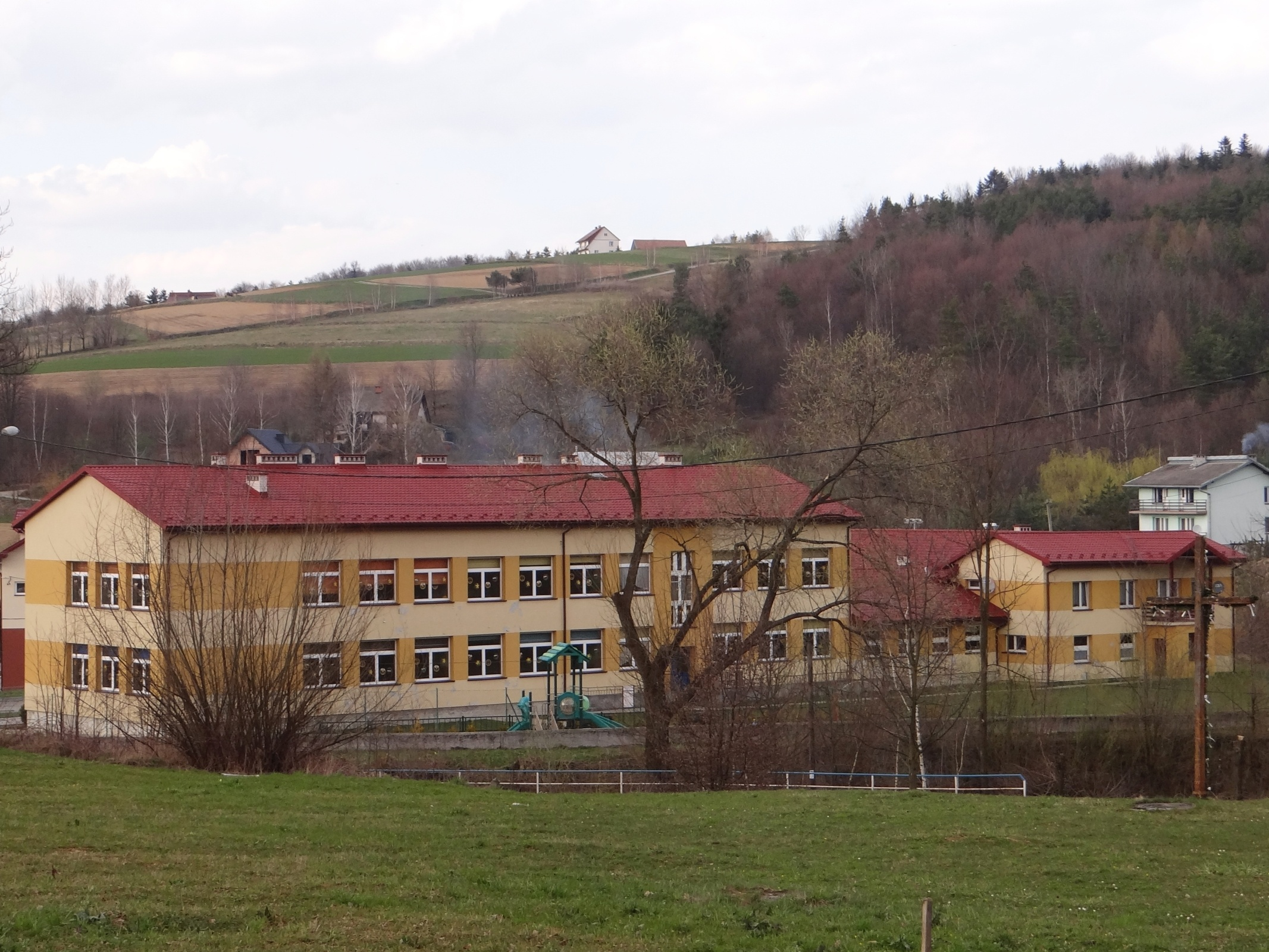
Szkoła

Przydonica – wieś w Polsce, położona w województwie małopolskim, w powiecie nowosądeckim, w gminie Gródek nad Dunajcem.
| SIMC    | Nazwa       | Rodzaj     |
| ------- | ----------- | ---------- |
| 0426377 | Dolna Wieś  | część wsi  |
| 0426383 | Dział       | część wsi  |
| 0426390 | Gawroniec   | część wsi  |
| 0988939 | Glinik      | przysiółek |
| 0426408 | Górna Wieś  | część wsi  |
| 0426414 | Kobylnice   | część wsi  |
| 0426450 | Podglinicze | przysiółek |
| 0426420 | Sikornik    | część wsi  |
| 0426437 | Wygony      | część wsi  |
| 0426443 | Zbęk        | część wsi  |

## Położenie
Wieś znajduje się na obszarze Pogórza Rożnowskiego, w dolinie Przydonickiego Potoku (Przydoniczanka), który wpada do Jeziora Rożnowskiego we wsi Bartkowa-Posadowa.

## Transport
Komunikację autobusową do Nowego Sącza zapewnia prywatny przewoźnik. Najbliższy przystanek kolejowy to Wilczyska we wsi Wilczyska, oddalonej o ok. 8 km i Stróże oddalona ok. 10 km.

## Historia
Parafia w Przydonicy powstała ok. 1358 roku z fundacji rodów Gerałtów i Gryfitów. W XVI/XVII w. miejscowy kościół został zamieniony na zbór braci polskich. W latach 1592–1606 tutejsza parafia nie posiadała duszpasterza, w 1596 roku administrację parafią przejął proboszcz z Podola. Niebawem Przydonica utraciła prawa parafii i popadła w zależność filialną od Podola. Dopiero w 1925 roku bp tarnowski Leon Wałęga ponownie erygował w Przydonicy parafię. Obecny kościół został zbudowany w 1527 i konsekrowany ok. 1580 roku. Wieża została prawdopodobnie dobudowana w XVIII wieku.
W latach 1954-1960 wieś była siedzibą gromady Przydonica, po jej zniesieniu w gromadzie Kobyle-Gródek. W latach 1975–1998 miejscowość administracyjnie należała do województwa nowosądeckiego.

## Zabytki
Obiekt wpisany do rejestru zabytków nieruchomych województwa małopolskiego.
- Kościół parafialny pw. MB Różańcowej.

## Parafia rzymskokatolicka
Pierwotnie parafia była pod wezwaniem św. Katarzyny, obecna rzymskokatolicka parafia jest pw. Matki Boskiej Różańcowej. W 1998 roku poświęcono plac pod budowę nowego kościoła. 13 sierpnia 2006 wmurowano kamień węgielny, a konsekracji dokonał biskup tarnowski Wiktor Skworc 2 października 2011 roku.

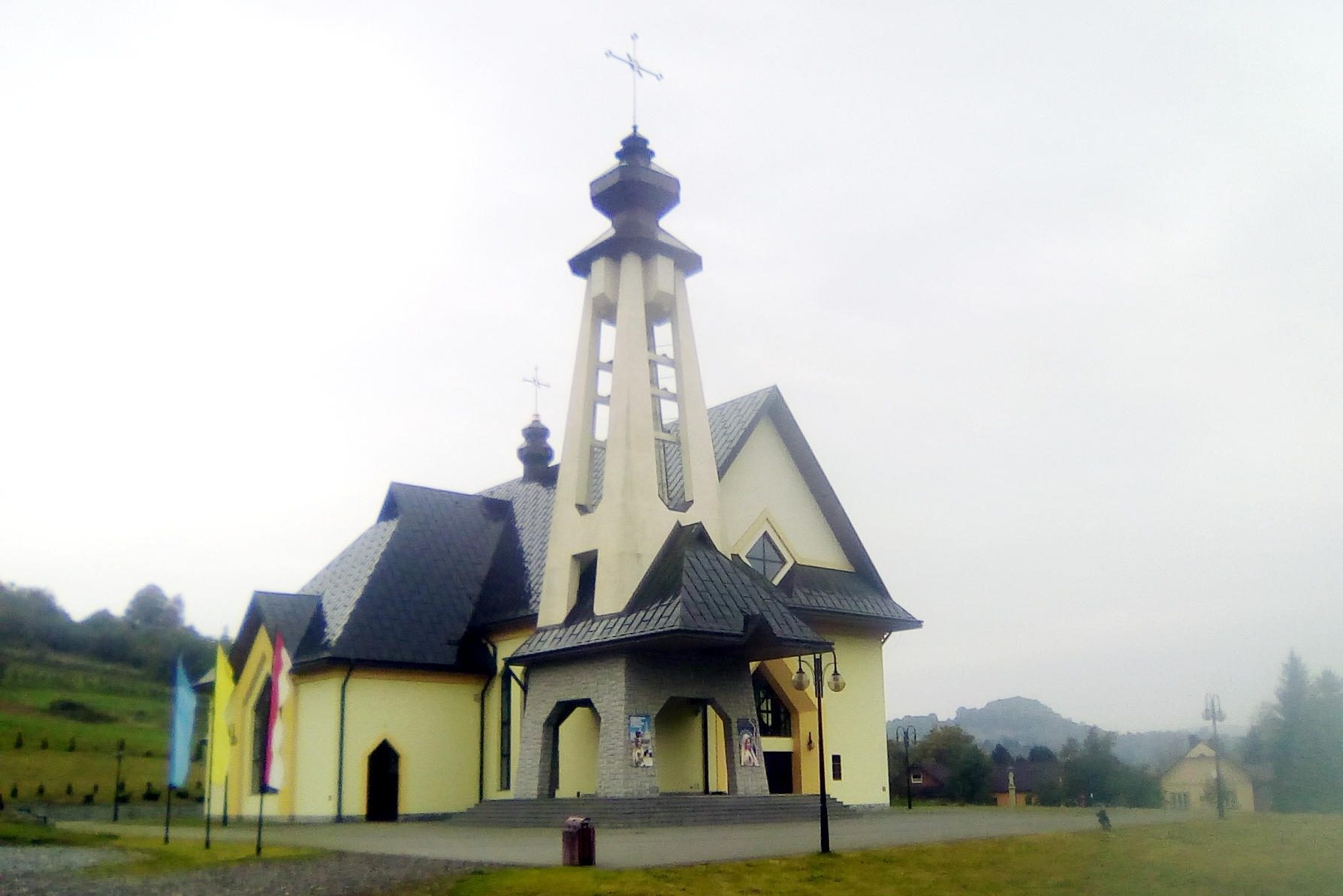
Nowy (konsekrowany w roku 2011) kościół w Przydonicy

## Edukacja
- Szkoła Podstawowa w Przydonicy[14]
- Filia Szkoły Muzycznej I Stopnia[15]

## Gospodarka
W Przydonicy znajduje się tartak, dwa sklepy oraz skup owoców i warzyw.

## Sport
Siedziba klubu sportowego od 2011 roku ULKS Przydonica.

## Ochotnicza Straż Pożarna
Miejscowość posiada założoną w 2002 roku Ochotniczą straż pożarną, posiada ona trzy samochody bojowe: GBARt Mercedes-Benz, Volkswagen Transporter SLBus oraz Mitsubishi L200 SLRR.